# Liste der Bodendenkmale in Hirschfeld
In der Liste der Bodendenkmale in Hirschfeld (Brandenburg) sind alle Bodendenkmale der brandenburgischen Gemeinde Hirschfeld und ihrer Ortsteile aufgelistet. Grundlage ist die Veröffentlichung der Landesdenkmalliste mit dem Stand vom 31. Dezember 2021. Die Baudenkmale sind in der Liste der Baudenkmale in Hirschfeld (Brandenburg) aufgeführt.
|   | Gemarkung         | Flur                  | Kurzansprache | Bodendenkmalnummer | Bemerkung | Bild               |
| - | ----------------- | --------------------- | --- | ------------------ | --------- | ------------------ |
| 1 | Hirschfeld (Lage) | 12                    | Gräberfeld Bronzezeit | 20120              |           |                    |
| 2 | Hirschfeld (Lage) | 13, 16, 17, 18, 19, 9 | Kirche deutsches Mittelalter, Friedhof deutsches Mittelalter, Dorfkern deutsches Mittelalter, Dorfkern Neuzeit, Friedhof Neuzeit, Kirche Neuzeit | 20121              |           | Hirschfeld, Kirche |
| 3 | Hirschfeld (Lage) | 7, 8                  | Wüstung deutsches Mittelalter | 20122              |           |                    |